# دانیلا سورینا
دانیلا سورینا (ایتالیایی: Daniela Surina؛ زادهٔ ۲۰ سپتامبر ۱۹۴۲) بازیگر اهل ایتالیا است.
از فیلم‌هایی که وی در آن نقش داشته‌است، می‌توان به من، من، من… و دیگران، سربازان و سرجوخه‌ها، طلاق مرد، طلاق زن، شیر یا خط و عشاق لاتین اشاره کرد.